# Vinni (gemeente)
Vinni (Estisch: Vinni vald) is een gemeente in de Estische provincie Lääne-Virumaa. De gemeente telde 6.716 inwoners op 1 januari 2023 en heeft een oppervlakte van 1.012,94 vierkante kilometer. De hoofdplaats van de gemeente is Pajusti.
In 2017 zijn de gemeenten Laekvere en Rägavere opgegaan in Vinni.
De spoorlijn Tallinn - Narva loopt door de gemeente. Viru-Kabala heeft een station aan de lijn.

## Plaatsen in de gemeente
Tot de landgemeente behoren zes wat grotere nederzettingen met de status van alevik (vlek) en 70 dorpen (külad):
- alevikud: Laekvere, Pajusti, Roela, Tudu, Vinni en Viru-Jaagupi.
- külad: Aarla, Aasuvälja, Alavere, Alekvere, Allika, Anguse, Aravuse, Arukse, Aruküla, Aruvälja, Ilistvere, Inju, Kaasiksaare, Kadila, Kakumäe, Kannastiku, Kantküla, Karkuse, Kaukvere, Kehala, Kellavere, Koeravere, Kõrma, Kulina, Küti, Lähtse, Lavi, Lepiku, Luusika, Mäetaguse, Männikvälja, Miila, Mõdriku, Mõedaka, Moora, Muuga, Nõmmise, Nurkse, Nurmetu, Obja, Paasvere, Padu, Palasi, Piira, Põlula, Puka, Rahkla, Rajaküla, Rasivere, Ristiküla, Rohu, Rünga, Saara, Sae, Salutaguse, Sirevere, Soonuka, Sootaguse, Suigu, Tammiku, Uljaste, Ulvi, Vana-Vinni, Vassivere, Veadla, Venevere, Vetiku, Viru-Kabala, Võhu en Voore.

Stadsgemeente: Rakvere

Landgemeenten: Haljala · Kadrina · Rakvere vald · Tapa · Väike-Maarja · Vinni · Viru-Nigula